# Marian Makula

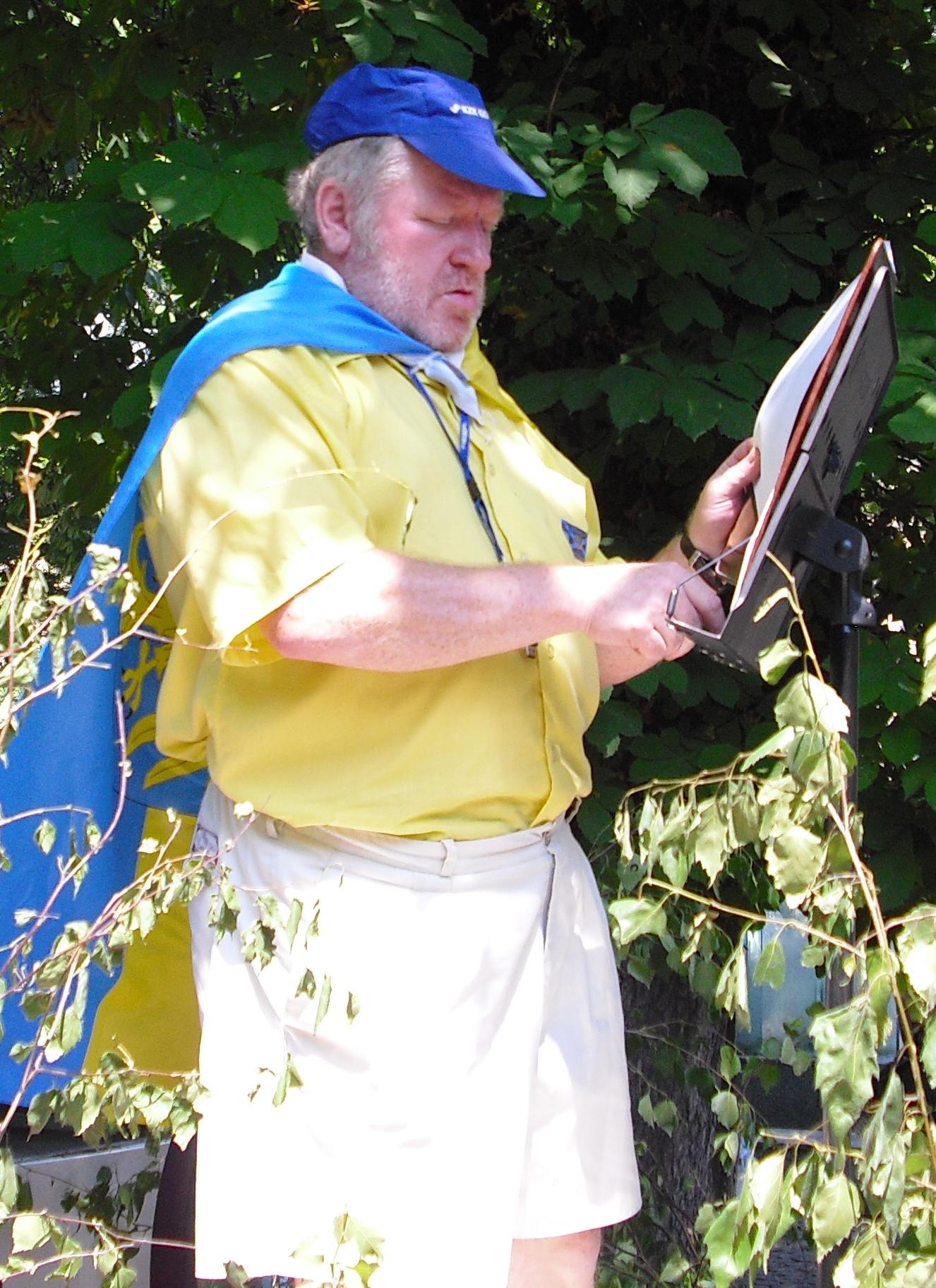
Marian Makula

Marian Paweł Makula (ur. 28 sierpnia 1951 w Rudzie) – polski satyryk, artysta estradowy, propagator mowy i kultury śląskiej oraz działacz samorządowy.

## Życiorys
Dzieciństwo spędził w Bielszowicach i Bykowinie. W 1970 uzyskał maturę w Technikum Górniczym w Katowicach. Później służył w wojsku oraz pracował m.in. jako górnik. Zdobył zaocznie tytuł magistra historii na Uniwersytecie Śląskim. Pracował potem m.in. jako nauczyciel historii (w roku szkolnym 1979/1980) oraz ponownie jako górnik. W 1981 wziął ślub. Zdobył potem kwalifikacje rzemieślnicze, zajął się też działalnością artystyczną, m.in. teatralną. Występował w kabaretach Cmok i Raki z Nowej Paki. Współzałożyciel kabaretu Rak.
W 2013 Makula  został prezesem Stowarzyszenia Wykonawców, Animatorów i Twórców Górnego Śląska (SWAT). W 2016 założył Teatr Górnośląski, który do 2017 roku miał swoją stałą siedzibę w Bytomiu, a następnie przyjął formę teatru objazdowego.
Jest autorem licznych sztuk teatralnych w języku śląskim, m.in. Pomsta z 1997, nawiązująca do Zemsty Aleksandra Fredry, Zolyty, na podstawie Ożenku Nikołaja Gogola oraz Jej Zacność Dulcyno, na kanwie Moralności Pani Dulskiej Gabrieli Zapolskiej. Autor szopek noworocznych dla Radia Katowice i Trybuny Śląskiej. Obecnie publikuje m.in. w Dzienniku Zachodnim cykl felietonów Śląskie Kluski, wcześniej pisał do Trybunie Robotniczej.
Jest zwolennikiem autonomii Górnego Śląska. Wielokrotnie uczestniczył w Marszach Autonomii. Zasiadł również w radzie politycznej Śląskiej Partii Regionalnej, z której list startował do rudzkiej rady miejskiej w wyborach lokalnych w 2018. W wyborach samorządowych w 2024 zdobył z list KO mandat radnego rady miejskiej w Rudzie Śląskiej.

## Filmografia[6]
- 2025: Klan (serial telewizyjny) - Czesław, brat Feliksa
- 2021: Brigitte Bardot cudowna jako Szot
- 2013: Onirica - pijak
- 2012: Tu jest fajnie jako Marian
- 2011: Młyn i krzyż jako młynarz
- 2007: Szklane usta jak Bluebeard
- 2001: Angelus jako Walter Goj
- 1997: Robin Hood – czwarta strzała - kłusownik Andrew